# Ranilović
Ranilović (en serbe cyrillique : Раниловић) est une localité de Serbie située dans la municipalité d'Aranđelovac, district de Šumadija. Au recensement de 2011, elle comptait 1 462 habitants.
Ranilović est officiellement classé parmi les villages de Serbie.

## Démographie

### Évolution historique de la population
| 1948  | 1953  | 1961  | 1971  | 1981  | 1991  | 2002  | 2011  |
| ----- | ----- | ----- | ----- | ----- | ----- | ----- | ----- |
| 2 039 | 2 194 | 2 194 | 2 026 | 1 997 | 1 851 | 1 685 | 1 462 |

|  |